# Dżabraił Jamadajew
Dżabraił Biekmirzajewicz Jamadajew (ur. 16 czerwca 1970 w Gudermes, RSFSR, ZSRR, zm. 5 marca 2003 w miejscowości Dysznie-Wiedieno, Republika Czeczenii, Federacja Rosyjska) – dowódca kompanii specjalnego przeznaczenia przy wojennej komendanturze Republiki Czeczeńskiej, podporucznik, Bohater Federacji Rosyjskiej (2003).

## Batalion Wostok
W marcu 2002 ze stronników klanu Jamadajewów sformowano oddział zbrojny przy wojennej komendanturze Republiki Czeczeńskiej. Główny trzon batalionu stanowili byli bojownicy "2. Batalionu Gwardii Narodowej" którzy przeszli na stronę Federacji Rosyjskiej. 10 marca 2002 roku Dżabrail Jamadajew podpisał kontrakt z Siłami Zbrojnymi Federacji Rosyjskiej i został dowódcą tego oddziału. Zginął w trakcie walk z separatystami. Po jego śmierci dowództwo nad oddziałem przejął jego brat Sulim Jamadajew.